# Torgils Knutsson

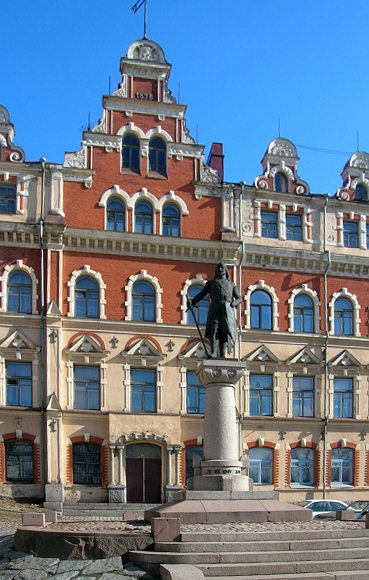
Statue des Stadtgründers Torgils Knutsson in Wyborg

Torgils Knutsson († Februar 1306 in Stockholm; auch Tyrgils oder Torkel Knutsson) war schwedischer Reichsmarschall und nach dem Tode des Königs Magnus Ladulås zwischen 1290 und 1298 Führer der Vormundschaftsregierung für den erst zehnjährigen König Birger Magnusson. 1303 heiratete er Hedwig, die Tochter des Grafen Otto III. von Ravensberg.
Torgils Knutsson führte eine expansive Außenpolitik. Unter seiner Führung wurden im dritten schwedischen Kreuzzug 1293 Teile Kareliens erobert, wo die Grenzfestung Wyborg gegründet wurde. Ein Versuch, an der Mündung der Newa eine schwedische Festung anzulegen, scheiterte aber 1300. Innenpolitisch versuchte er, den Einfluss der Kirche zurückzudrängen.
Torgils Knutsson unterstützte auch den jungen König gegen die Machtansprüche seiner Brüder, was ihm deren Feindschaft einbrachte. Während eines kurzzeitigen Ausgleichs zwischen dem König und seinen Brüdern Erik und Waldemar wurde er im Dezember 1305 bei Lena gefangen genommen und im Februar 1306 in Stockholm hingerichtet. Zuerst in ungeweihter Erde beigesetzt, wurden seine sterblichen Überreste etwas später in die Riddarholmskyrkan überführt.